# Zala Aero Group
Zala Aero Group (ros. Zala Aero Group Беспилотные системы, ЗАЛА АЭРО, nazywana również A-Level Aerosystems) – rosyjska firma, z siedzibą w Iżewsku, specjalizująca się w rozwoju i budowie bezzałogowych statków powietrznych (ang. unmanned aerial vehicle, UAV).

## Historia
Firma została założona w 2003 r. przez Aleksandra Zacharowa. Ten inżynier elektronik, pasjonat modelarstwa lotniczego, w 2000 r. stworzył nieformalny zespół pasjonatów technologii bezzałogowych, który przystąpił do budowy własnych modeli małych bezzałogowych statków powietrznych. Po pomyślnym przetestowaniu prototypów nadających się do użytku komercyjnego zdecydowali się na rejestrację własnej firmy liczącej początkowo 10 pracowników.
Obecnie firma zajmuje się opracowywaniem, testowaniem i budową bezzałogowych statków powietrznych, katapult startowych, systemów lądowania, oprogramowania, stacji kontrolnych z miejscami pracy dla operatorów oraz innych elementów koniecznych do tworzenia systemów bezzałogowych. Na potrzeby odbiorców militarnych (FSB, Siły Zbrojne Federacji Rosyjskiej) Zala dostarcza drony wojskowe służące do obserwacji i rozpoznania oraz amunicję krążącą. Ponadto firma oferuje swoje produkty na potrzeby sektora cywilnego. Jej drony są wykorzystywane przez firmy z branży energetycznej, m.in. Gazprom i Rosnieft, do monitorowania sieci gazociągów. W 2015 r. firma stała się częścią koncernu Kałasznikow.
Pierwsze seryjne drony firmy Zala Aero Group zostały dostarczone Ministerstwu Spraw Wewnętrznych Rosji w 2006 r. W 2008 r. bezzałogowy śmigłowiec Zala 421-06 i bezzałogowy statek powietrzny Zala 421-08 weszły do służby w lotnictwie Ministerstwa Spraw Wewnętrznych, Ministerstwa Sytuacji Nadzwyczajnych i rosyjskich organów ścigania. W 2009 r. Zala Aero Group podpisała porozumienie z Ministerstwem Spraw Wewnętrznych Turkmenistanu na dostawę dronów Zala 421-12. Na forum Armia-2017 firma zaprezentowała własny system REX 1 służący do zakłócania sygnału nawigacji satelitarnej bezzałogowych statków powietrznych.
Podczas Międzynarodowej Wystawy Obronnej (IDEX), która odbyła się w Abu Zabi w lutym 2019 r., firma zaprezentowała amunicję krążącą Zala Kub-BLA. W czerwcu 2019 roku, podczas wystawy wojskowej Armia-2019, zaprezentowano rozwinięcie tej konstrukcji noszącą oznaczenie Zala Łancet-3.
Podczas wystawy IDEX 2021 w Abu Zabi Zala Aero Group zaprezentowała nowy rodzaj drona łączącego cechy układu samolotowego i wiropłatowego. W nowej konstrukcji, oznaczonej jako Zala VTOL, producent ograniczył rolę czynnika ludzkiego na rzecz elementów sztucznej inteligencji.
W listopadzie 2021 r. Zala Aero Group podpisała umowę z panamską firmą UAV Latam na dostawę w latach 2022–2023 siedmiu zestawów dronów. Ponadto rosyjska firma weźmie udział w budowie centrum szkolenia personelu obsługującego drony oraz w samych szkoleniach. Podpisanie tego kontraktu umożliwiło Zala Aero Group promocję swoich produktów w ośmiu krajach Ameryki Południowej, w których UAV Latam ma swe przedstawicielstwa.
Firma ma własne centrum szkoleniowe do szkolenia operatorów dronów oraz prowadzenia indywidualnych kursów nauczania taktyki ich użytkowania zgodnie z indywidualnymi potrzebami użytkownika.
Drony Zala Łancet-3 zostały wykorzystane bojowo przez armię rosyjską w kwietniu 2021 r. podczas syryjskiej wojny domowej do atakowania bojowników w prowincji Idlib. Z ich użyciem przeprowadzono szereg ataków na pojazdy bojowe znajdujące się w ruchu, stanowiska ogniowe artylerii i umocnione punkty bojowe. Pierwsze bojowe użycie amunicji krążącej Zala Kub-BLA miało również miejsce w Idlib. Podczas agresji Rosji na Ukrainę w 2022 r. stwierdzono liczne przypadki użycia przeciwko Siłom Zbrojnym Ukrainy dronów Zala Łancet-3 oraz Zala Kub-BLA.

## Konstrukcje
Drony Zala budowane są w układzie klasycznego samolotu STOL oraz w układzie wiropłatów.
| Nazwa         | Ilustracja | Przeznacznie     |
| ------------- | ---------- | ---------------- |
| Zala 421-02   |            | rozpoznawczy     |
| Zala 421-04   |            | rozpoznawczy     |
| Zala 421-06   |            | rozpoznawczy     |
| Zala 421-08   |            | rozpoznawczy     |
| Zala 421-16   |            | rozpoznawczy     |
| Zala 421-20   |            | rozpoznawczy     |
| Zala 421-21   |            | rozpoznawczy     |
| Zala 421-22   |            | rozpoznawczy     |
| Zala 421-23   |            | rozpoznawczy     |
| Zala Kub-BLA  |            | amunicja krążąca |
| Zala Łancet-3 |            | amunicja krążąca |